# Сезон ФК МТК (Будапешт) 1924—1925
Сезон ФК МТК 1924—1925 — сезон угорського футбольного клубу МТК. У чемпіонаті Угорщини команда десятий раз поспіль посіла перше місце.

## Склад команди
| № | Поз. | Нац.     | Гравець         |
| - | ---- | -------- | --------------- |
|   | ВР   | Угорщина | Імре Ремете     |
|   | ВР   | Угорщина | Ференц Кропачек |
|   | ЗХ   | Угорщина | Дьюла Манді     |
|   | ЗХ   | Угорщина | Імре Шенкей     |
|   | ЗХ   | Угорщина | Ференц Кочиш    |
|   | ЗХ   | Угорщина | Шандор Бегм     |
|   | ЗХ   | Угорщина | Деже Ковач      |
|   | ЗХ   | Угорщина | Йожеф Окош      |
|   | ПЗ   | Угорщина | Ференц Ньюль    |
|   | ПЗ   | Угорщина | Вільмош Ньюль   |
|   | ПЗ   | Угорщина | Генрік Надлер   |
|   | ПЗ   | Угорщина | Габор Клебер    |

| № | Поз. | Нац.     | Гравець           |
| - | ---- | -------- | ----------------- |
|   | ПЗ   | Угорщина | Бела Ребро        |
|   | ПЗ   | Угорщина | Лео Вейс          |
|   | ПЗ   | Угорщина | Карой Вестер      |
|   | НП   | Угорщина | Дьордь Орт        |
|   | НП   | Угорщина | Дьордь Мольнар    |
|   | НП   | Угорщина | Рудольф Єні       |
|   | НП   | Угорщина | Йожеф Браун       |
|   | НП   | Угорщина | Золтан Опата      |
|   | НП   | Угорщина | Дьюла Шенкей      |
|   | НП   | Угорщина | Дьордь Варга      |
|   | НП   | Угорщина | Відор Демке       |
|   | НП   | Угорщина | Геза Ракітовський |

## Чемпіонат Угорщини

### Підсумкова турнірна таблиця
|    | Команди      | І  | В  | Н | П  | МЗ | МП | Р   | О  |
| -- | ------------ | -- | -- | - | -- | -- | -- | --- | -- |
| 1  | МТК          | 22 | 18 | 2 | 2  | 65 | 16 | +49 | 38 |
| 2  | Ференцварош  | 22 | 11 | 8 | 3  | 37 | 24 | +13 | 30 |
| 3  | Вашаш        | 22 | 10 | 7 | 5  | 38 | 25 | +13 | 27 |
| 4  | ІІІ Керюлеті | 22 | 7  | 9 | 6  | 24 | 25 | -1  | 23 |
| 5  | Уйпешт       | 22 | 7  | 8 | 7  | 29 | 18 | +11 | 22 |
| 6  | Немзеті      | 22 | 8  | 6 | 8  | 29 | 32 | -3  | 22 |
| 7  | ВАК          | 22 | 7  | 8 | 7  | 19 | 23 | -4  | 22 |
| 8  | Кішпешт      | 22 | 6  | 7 | 9  | 20 | 28 | -8  | 19 |
| 9  | БЕАК         | 22 | 7  | 4 | 11 | 21 | 45 | -24 | 18 |
| 10 | Тереквеш     | 22 | 4  | 8 | 10 | 30 | 34 | -4  | 16 |
| 11 | Зуглої       | 22 | 4  | 7 | 11 | 23 | 42 | -19 | 15 |
| 12 | БТК          | 22 | 3  | 6 | 13 | 13 | 26 | -13 | 12 |

### Матчі у чемпіонаті
| Основний склад | Кількість проведених матчів |
| --- | --------------------------- |
| Ремете Манді Шенкей Надлер Клебер В.Ньюль Мольнар Опата Шенкей Єні Орт |                             |
| Імре Ремете (12) |                             |
| Дьюла Манді (20) |                             |
| Імре Шенкей (13) |                             |
| Генрік Надлер (18.1) |                             |
| Габор Клебер (12) |                             |
| Вільмош Ньюль (14) |                             |
| Дьюла Шенкей (13.1) |                             |
| Дьордь Мольнар (21.20) |                             |
| Дьордь Орт (21.18) |                             |
| Золтан Опата (17.9) |                             |
| Рудольф Єні (21.6) |                             |
| Інші гравці: Ференц Кропачек (10); Ференц Кочиш (8), Деже Ковач (1), Шандор Богм (1), Йожеф Окош (1); Ференц Ньюль (11.1), Карой Вестер (5), Бела Ребро (4), Лео Вейс (2); Йожеф Браун (8.3), Дьордь Варга (4), Відор Демке (3.1), Геза Ракітовський (2); тренер: Бела Такач |                             |

### Загальнонаціональний плей-офф
Проводився для команд, що стали переможцями регіональних ліг. Цього разу від ліги Будапешту було два представники чемпіон і срібний призер — МТК і «Ференцварош».
| 1/4 1925 | МТК (Будапешт) | 5:0 | «Печ Бердьяр» |  |  |
|          |                |     |               |  |  |

| 1/2 1925 | МТК (Будапешт) | 2:1 | «Дебрецен» |  |  |
|          |                |     |            |  |  |

| фінал 14 червня 1925 | МТК (Будапешт) | 0:0        | «Ференцварош» |  |  |
| |                | (протокол) |               |  |  |
| МТК: Ремете — Кочиш, І.Шенкей — Ребро, Клебер, Надлер — Д.Шенкей, Мольнар, Браун, Опата, Єні Ференцварош: Амшель - Г.Такач, Я.Хунглер - Фурманн, Мюллер, Блум - Хегер, Штечовіц, Шандор, Нікольшбургер, Кохут |                |            |               |  |  |

| перегравання 30 серпня 1925 | «Ференцварош» | 1:4        | МТК (Будапешт) |  |  |
| | Пальчек       | (протокол) | Мольнар Орт    |  |  |
| Ференцварош: Амшель — Г.Такач, Я.Хунглер — Фурманн, Мюллер, Блум — Хегер, Штечовіц, Пальчек, Нікольшбургер, Кохут МТК: Ремете — Кочиш, І.Шенкей — Ребро, Клебер, Надлер — Д.Шенкей, Мольнар, Орт, Опата, Єні |               |            |                |  |  |

## Кубок Угорщини
МТК, як переможець попереднього розіграшу кубка Угорщини 1923 року, був автоматично без ігор введений до фіналу кубка 1924/25 року. Та початок розіграшу турніру був затриманий, через що фінальний матч змагань було зіграно аж у березні 1926 року.

## Товариські матчі
| ТМ 7.09.1924 | Аматоре (Відень)         | 2:0        | МТК (Будапешт) | Відень                                                   |  |
| 16:30 | Гірлендер 64' Сватош 87' | (протокол) | Шенкей 84'     | Стадіон: Гоге Варте Глядачі: 25 000 Суддя: Генріх Пльхак |  |
| Т. Лорман, Попович, Тандлер, Гаєр, Райтерер, Гільтль, Морокутті, Сватош, Шаффер, Гірлендер, Зок (Вецера) Кропачек, Манді, І.Шенкей, Кертес (Колліш,46), Ньюль, Надлер, Д.Шенкей, Браун, Орт, Мольнар, Єні |                          |            |                |                                                          |  |

| ТМ 8.09.1924 | Ферст Вієнна                                           | 6:4 (4:3) | МТК (Будапешт)                                 | Відень                                                          |  |
| | Гшвайдль 15' 24' 78' Їсда 40' Гесс 42' Манді 57' (аг.) | звіт      | 14' Єні 22' (аг.) Зойферт 32' Браун 87' Бештер | Стадіон: Гоге Варте Глядачі: 10 000 Суддя: Ежен Браун (Австрія) |  |
| Вієнна: Острічек, Райнер, Блум, Курц, Чренка, Сойферт (Людвіг, 75), Зелдер, Гшвайдль, Їсда, Гесс, О.Фішер МТК: Кропачек, Манді, І.Шенкей, Бештер, Ньюль, Радлер, Браун, Мольнар, Орт, Варга, Єні |                                                        |           |                                                |                                                                 |  |

| ТМ 14.09.1924 | МТК (Будапешт)                 | 3:1        | Зіммерингер | Будапешт                          |  |
|               | Детко ?' Мольнар 61' Варга 85' | (протокол) | 41' Фіртль  | Глядачі: 4 000 Суддя: Імре Вертес |  |
|               |                                |            |             |                                   |  |

| ТМ 9.11.1924 | МТК (Будапешт) | 1:2 (0:1) | Ферст Вієнна            | Будапешт                                     |  |
| | Демке 75'      | звіт      | 36' Зайдль 51' Гшвайдль | Стадіон: МТК-Плац Глядачі: 8 000 Суддя: Надь |  |
| МТК: Кропачек, Манді, І.Шенкей, Ф.Ньюль, В.Ньюль, Вейс, Опата, Мольнар, Орт, Демке, Єні Вієнна: Острічек, Граф, Зойферт, Курц, Чренка, Людвіг, Зайдль, Їсда, Гесс, Гшвайдль, О.Фішер (Риба, 70) |                |           |                         |                                              |  |

| ТМ 19.04.1925 | МТК (Будапешт) | 0:2        | Аматоре (Відень)          | Будапешт                                             |  |
| |                | (протокол) | Сінделар 42' Роглічек 75' | Стадіон: Іллеї ут Глядачі: 25 000 Суддя: Імре Вертес |  |
| Кропачек, Манді, Броун, Орт, Мольнар... Х. Лорман, Шнайдер, Гільтль, Гаєр, Райтерер, Бриза, Рудольф Зайдль, Гірлендер, Синделар, Науш, Роглічек |                |            |                           |                                                      |  |

| ТМ 24.05.1925 | Рапід (Відень)                | 4:1 (1:0) | МТК (Будапешт) | Відень                                                |  |
| | Весели 8' 61' 73' Уріділь 78' | звіт      | 58' Єні        | Стадіон: Пфаррвізе Глядачі: 12 000 Суддя: Ганс Вернер |  |
| Рапід: Янчік, Соліл, О.Єлінек, Ріхтер, Брандштеттер, Ніч, Вондрак, Гофбауер, КУтан, Уріділь, Весели МТК: Ремете, Окош, Кочиш, Клебер, Ребро, Радлер 65', Д.Шенкей, Мольнар, Браун, Опата, Єні |                               |           |                |                                                       |  |

| ТМ червень 1925 | Славія (Прага) | 2:1        | МТК (Будапешт) | Ельберфельд, Німеччина             |  |
| | Ванік Слоуп    | (протокол) | Мольнар        | Глядачі: 15 000 Суддя: Стенлі Роуз |  |
| Слоуп-Штаплік (Планічка, 46), Провіта, Сейферт, Плодр, Плетиха, Глінак, Шолтис, Слоуп-Штапл, Ванік, Сильний, Кратохвіл |                |            |                |                                    |  |